# Domenico dell'Allio
Domenico dell'Allio (Allio, Aglio, Lalio, Delalio) (Lugano, 1515. – Graz, 1563.), graditelj talijanskog podrijetla koji je djelovao u Štajerskoj.
Od 1544. imenovan je glavnim graditeljem za Unutarnju Austriju i Slavonsko-hrvatsku krajinu. Njegovo najznačajnije djelo je zgrada sjedišta regionalne uprave Landhaus u Grazu.
Prema njegovim se projektima utvrđuje Varaždin i obnavlja varaždinski Stari grad. Time je gotička tvrđava pregrađena u renesansni "wasserburg", s kružnim kulama, zemljanim bastionima i opkopom ispunjenim vodom. Osobito je vrijedno renesansno dvorište starog grada, okruženo galerijama sa stupovima i lukovima, dok su površine zidova bile oslikane sgraffitima.
Dell'Allio također radi planove za gradnju tvrđave u Ivaniću, a nadzire i radove na obnovi tvrđava u Sisku, Koprivnici i Križevcima.